# Kozmadombja
Kozmadombja község Zala vármegyében, a Lenti járásban, a Zalai-dombság területén, a Göcsejben.

## Fekvése
A település az Őrség, Göcsej és Hetés tájkörzet találkozásánál, a 86-os főút mellett, Zalalövőtől 12, Lentitől 18 kilométerre fekszik. A település eredetileg a 86-os úttól keletre helyezkedett el, a törökdúlás után alakult ki a mai helyén. Három fő része: a Kámánszer, az Arany János utca és a belső falurész (Jókai utca).
A település felszíne dombos, termőtalaja agyagos, erősen kötött. Közigazgatási területe 763 hektár. Főutcája a 74 153-as számú mellékút, ami közvetlenül a 86-os főútból ágazik ki. Az út a települést elhagyva nyugat felé továbbhalad, rossz minőségű, sebesség- és súlykorlátozás hatálya alá eső önkormányzati útként egészen Kerkakutasig, így tehát a község onnét is elérhető. (Az út kerkakutasi szakasza a 74 134-es számozást viseli és a 7416-os útból ágazik ki.)

## Története
1199-ben Cusmadomian alakban írva említették, amikor Joachim, Imre király hű vitéze javait a veszprémi egyházra hagyta, mert nem voltak örökösei, akkor ezek közt szerepelt a Zalán túl levő Kozmadamján birtok őt illető része is. Egyértelműen nem eldöntött, hogy a megyebeli két Kozmadombja (Kozmadombja, Szentkozmadombja) közül melyikkel azonosítható az oklevélben szereplő Cusmadomian.
A falu egykori templomát az arábiai orvos ikerpár, Szent Kozma és Damján tiszteletére szentelték föl, de a templom a török idők alatt elpusztult. Az 1982-ben végzett ásatások alapján sikerült tisztázni a kisméretű romanikus templom alaprajzát. Előkerült néhány idomtégla-töredék is, valamint a faragott kőből készült déli kapu maradványai. A templom pusztulási rétegéből 15-16. századi cserepek kerültek elő. Romjai a mai falutól keletre, az ó-kozmadombjai dűlőben találhatók.
1334-ben találkozunk vele Hétkutas határjárásban, ahol a Szentpéterről Kozmadamjánra vezető utat említik. A 14. század végén egy része Kutasi János fia Káloz birtoka, akinek nem volt fiúörököse, ezért 1396-ban összes birtokait a leányainak hagyta, s ezek javára végrendelkezett a fivére is arra az esetre, ha nem lesznek utódai.
Ehhez királyi beleegyezést is nyertek, mert 1397-ben Zsigmond parancsára megtörtént a beiktatásuk. A 15. század elején egy része az Ostfiak kezén volt, és a Kutasi család egyik ága is birtokos volt itt még, mely a Terjékekkel egy őstől származott. Valószínű, hogy Ostfi Gergely fiúsított felesége, Salamonvári Ágota révén jutott itt részjószághoz. Kutasi Káloz egyik leánya Irsai Istvánné volt, így 1436-ban Felsőirsai István fiait és Pál fiát beiktatták nádori parancsra Kozmadomján birtok negyedébe.
1453-ban Forgács Benedek visszaváltotta a Vas vármegyei Mártonfalvi Lacáknál zálogban levő Kozmadombján birtokát Forgács János felesége, Bánffy Dorottya Bánffy Zsigmond és a fiúsított Salamonvári Beatka leánya volt, így került fia, Benedek kezére itt is részjószág. Leányágon lettek itt birtokosai a Csebi Pogányok is. Pogány Imre felesége ugyanis Ostffy Bora, Bánffy Zsigmond leányának a lánya volt. 1483-ban már Imre gyermekeinek a birtokaként említették.
1512-ben a török időkben teljesen elpusztult falut (és a hozzá tartozó Jáhom pusztát) 1659-ben az akkori tulajdonos Perneszy István 100 tallérért örök jogon eladta Bertalan Györgynek. Ekkortól kezdődik meg a falu újratelepülése birtokos nemesekkel az új területen. 1778-ban 73 katolikus lakója volt, temploma és temetője nem volt ezért Kutason, vagy Kálócfán temetkeztek. Az 1928 évi összeírás szerint a falut agilis személyek (anyai vagy a feleség jogcímén nemesek) lakták és a házak nemesi telken voltak. A lakosság 1920-ban érte el a maximális (276) létszámot, az elvándorlások miatt jelentős csökkenés az 1950-es évektől indult meg.
A rendszerváltást követően 1990-ben önálló önkormányzat alakult, mely csatlakozott a zalabaksai körjegyzőséghez, az igazgatási feladatok ellátására, de bizonyos feladatok ellátását 2005-től a Lenti Kistérségi Társulás végezte.

## Közélete

### Polgármesterei
- 1990–1994: Szente Rudolf (független)[11]
- 1994–1998: Szente Rudolf (független)[12]
- 1998–2002: Szente Rudolf (független)[13]
- 2002–2006: Szente Rudolf (független)[14]
- 2006–2010: Virágh Enikő Rita (független)[15]
- 2010–2014: Virágh Enikő (független)[16]
- 2014–2019: Kámán János (független)[17]
- 2019–2024: Kámán János (független)[18]
- 2024– : Kámán János (független)[1]

## Népesség
A település népességének változása:
| Lakosok száma | 51   | 43   | 36   | 19   | 27   | 31   | 34   |
|               | 2013 | 2014 | 2015 | 2021 | 2022 | 2023 | 2024 |

A 2011-es népszámlálás idején a nemzetiségi megoszlás a következő volt: magyar 100%. A lakosok 83,3%-a római katolikusnak vallotta magát (14,6% nem nyilatkozott).
2022-ben a lakosság 85,2%-a vallotta magát magyarnak, 11,1% németnek, 3,7% egyéb, nem hazai nemzetiségűnek (7,4% nem nyilatkozott; a kettős identitások miatt a végösszeg nagyobb lehet 100%-nál). Vallásuk szerint 66,7% volt római katolikus, 3,7% evangélikus, 11,1% felekezeten kívüli (18,5% nem válaszolt).

## Nevezetességei
Kozmadombja egyik nevezetessége a négyzet alaprajzú, szoknyás, fa harangláb, amely a település főutcája mentén, szabadon áll.  harangláb. Szoknyáját négy, a talpgerendák végére állított oszlop tartja. A torony törzsét két oszlop alkotja. A szoknya cserép-, a gúlasisak bádogfedésű. A szoknya alatti rész deszkaburkolatú. Bejárata a déli oldalon található. Egy harang lakik benne. 1922-ben épült, ma népi műemlék. A harangláb mellett egy 1911-ből származó kőfeszület áll Szűz Mária szobrával.

## Híres szülöttei
Babos Kálmán (Kozmadombja, 1825. március 21. - Budapest, 1892. november 9.), jogász
Apja uradalmi ügyész volt. Babos Pál öccse. Kőszegen, Zágrábban tanult, a jogot Pozsonyban végezte. 1845-től ügyvéd, majd Zalaegerszegen tiszti aljegyző, 1849 után törvényszéki jegyző. 1854-től Sopronban, 1855-61 között Zalaegerszegen törvényszéki bíró, utána Budapesten különböző bírói tisztségeket töltött be, 1886-tól kúriai tanácselnök. Jogi munkákon kívül névtelenül dolgozott a Pesti Hírlapba, beszédeket írt, szótárakat jelentetett meg.
Babos Pál (Kozmadombja, 1824. január 25. - Salomvár, 1861.), testőrtiszt
Babos Kálmán bátyja. Tanulmányait a belovári katonaiskolán végezte, 1845-48 között testőrtiszt volt Bécsben, a szabadságharc idején, 1848. szept. 27-től főhadnagy a Szepességben alakuló 19. honvédzászlóajnál. Az 1849. jan. 4-i kassai csatában fogságba esik. Hadbiróság elé kerül, mely megfosztja cs. kir. hadnagyi rangjától (Pest, 1850, máj. 31.), de szabadon engedik. Ettől kezdve haláláig visszavonultan élt Salomváron. A Pesti Hírlapban leveleket, a Hölgyfutárban verseket, elbeszéléseket jelentetett meg, majd fordításokkal jelentkezett.